# 9년 전쟁
9년 전쟁(1688-97), 흔히 대동맹 전쟁(War of the Grand Alliance) 혹은 아우크스부르크 동맹전쟁(War of the League of Augsburg)이라고도 불리는 이 전쟁은 17세기 말 주요 전쟁으로 첫 번째 유럽 본토뿐만 아니라 아일랜드와 북아메리카를 포함한 전투였다. 아일랜드 안에서는 흔히 윌리어마이트 전쟁(Williamite War) 이라고 불렀고, 북아메리카의 식민지에서는 윌리엄 왕 전쟁(King William's War)이라고 알려져 있다. 오래된 문헌에서는 이 분쟁을 팔츠 계승전쟁(War of the Palatine Succession) 혹은 잉글랜드 계승전쟁(War of the English Succession)이라고 언급했다.

## 개요
프랑스의 루이 14세는 1678년 프랑스-네덜란드 전쟁에서 빠져 나올 때쯤 서유럽에서 가장 강력한 군주였고, 비록 그의 영토가 확장했음에도 '태양왕'은 만족하지 못했다. 호전성이 결합되어, 부록과 유사 법률을 의미하는 루이 14세와 그의 장관들은 곧 차례로 합병과 확장을 통해 그의 국경을 강화하고 안정화 시켰다. 재결합 전쟁(War of the Reunions;1683-84)으로 루이 14세는 더 멀리 영토를 확보했으나, 1685년 낭트 칙령(Edict of Nantes)을 왕이 폐지하면서 유럽에서 프랑스의 군사, 정치적 우세함이 쇠락하기 시작했다.
루이 14세의 호전성은 결국 전 유럽 연합을 형성하도록 만들었다. 즉 대동맹(Grand Alliance)은 프랑스의 야망을 축소 시키기로 결의했다. 동맹은 주로 잉글랜드-네덜란드 총독-왕 윌리엄 3세, 신성로마제국 황제 레오폴트 1세, 스페인의 카를로스 2세, 사보이아 공국의 비토리오 아마데오 1세가 이끌었다.
이 전쟁은 공성전 작전이 좌우했고, 특히 몽스, 나무르, 샤를루아와 바르셀로나가 두드러졌다; 그와 비슷한 알려진 전투로는 플뢰뤼스와 마르사길리아와 같은 그다지 중요하지 않은 보통의 전투가 있다. 루이의 군대는 대개 계약으로 우대했지만, 군사비의 지출을 불러와 1696년 프랑스는 경제 위기의 잡음을 불렀다. 해상력(잉글랜드와 네덜란드 공화국)은 또한 재정상의 피폐를 가져왔고, 1696년 동맹에서 사보이의 이탈로 모든 동맹자는 재빨리 협상을 맺어 안정을 되찾고자 했다.

## 결말
1697년 9월 라이스윅 조약의 서명으로 9년 전쟁의 끝이 오게 되었다. 그러나 허약한 왕 카를로스 2세가 아이 없이 사망함으로써 일촉즉발의 상황을 만들었고, 스페인 제국의 상속을 둘러싸고 새로운 분쟁이 전면에 나타나, 이내 반목한 프랑스와 대동맹의 또 하나의 주요한 분쟁 - 스페인 왕위계승전쟁 - 이 발발하게 되었다.

## 참고 문헌
- Chandler, David G. The Art of Warfare in the Age of Marlborough. Spellmount Limited, (1990). ISBN 0-946771-42-1
- Childs, John. Warfare in the Seventeenth Century. Cassell, (2003). ISBN 0-304-36373-1
- Doyle, William. Short Oxford History of France – Old Regime France. Oxford University Press, (2001). ISBN 0-19-873129-9
- Elson, Henry William. History of the United States of America. The MacMillan Company, (1905).
- Guttridge, George H. The Colonial Policy of William III in America and the West Indies. Frank Cass Publishers, (1966).
- Kinross, John. The Boyne and Aughrim: The War of the Two Kings. The Windrush Press, (1998). ISBN 1-900624-07-9
- Lynn, John A. The Wars of Louis XIV: 1667–1714. Longman, (1999). ISBN 0-582-05629-2
- McKay, Derek & Scott, H. M. The Rise of the Great Powers: 1648–1815. Longman, (1984). ISBN 0-582-48554-1
- Miller, John. James II. Yale University Press, (2000). ISBN 0-300-08728-4
- Roger N.A.M. The Command of the Ocean: A Naval History of Britain 1649–1815, Penguin Group, (2006). ISBN 0-14-102690-1
- Rowlands, Guy. Louis XIV, Vittorio Amedeo II and French Military Failure in Italy, 1689-96. (2000)
- Storrs, Christopher. War, Diplomacy and the Rise of Savoy, 1690–1720. Cambridge University Press, (1999). ISBN 0-521-55146-3
- Symcox, Geoffrey. War, Diplomacy, and Imperialism: 1618–1763. Harper & Row, (1973). ISBN 0-06-139500-5
- Taylor, Alan. American Colonies: The Settling of North America. Penguin Books, (2002). ISBN 0-14-200210-0
- Wolf, John B. The Emergence of the Great Powers: 1685–1715. Harper & Row, (1962). ISBN 0061397509 {{isbn}}의 변수 오류: 유효하지 않은 ISBN.
- Wolf, John B. Louis XIV. Panther Books, (1970). ISBN 0-586-03332-7
- Lynn, John A.France in XVIII century